# Соболевщина (Ленинградская область)
Соболевщина — деревня в Вознесенском городском поселении Подпорожского района Ленинградской области.

## История
СОБОЛЕВСКАЯ (СОБОЛЕВЩИНА) — деревня при озере Юксовском, число дворов — 7, число жителей: 22 м. п., 28 ж. п.; Часовня православная.

СЕМЁНОВСКАЯ 2-Я — деревня при озере Юксовском, число дворов — 7, число жителей: 19 м. п., 24 ж. п. (1873 год)

Деревня административно относилась к Юксовской волости 2-го стана Лодейнопольского уезда Олонецкой губернии.

СОБОЛЕВСКАЯ (СОБОЛЕВЩИНА) — деревня Юксовского общества при озере Юксовском, население крестьянское: домов — 13, семей — 13, мужчин — 40, женщин — 33, всего — 73; лошадей — 11, коров — 15, прочего — 23. 

СЕМЁНОВСКАЯ 2-Я (СОБОЛЕВЩИНА) — деревня Юксовского общества при озере Юксовском, население крестьянское: домов — 8, семей — 8, мужчин — 23, женщин — 31, всего — 54; лошадей — 10, коров — 10, прочего — 13. (1905 год)

С 1917 по 1921 год деревня входила в состав Юксовского сельсовета Юксовской волости Лодейнопольского уезда Олонецкой губернии.
С 1922 года в составе Вознесенской волости Ленинградской губернии.
С 1927 года в составе Вознесенского района. В 1927 году население деревни составляло 182 человека.
Согласно карте Ленинградской области Северо-западного аэрогеодезического треста ГГУ издания 1932 года деревня насчитывала 17 крестьянских дворов.
По данным 1933 года деревня Соболевщина входила в состав Юксовского сельсовета Вознесенского района.
Согласно областным административным данным деревня Соболевщина называлась также Семёновская.

Деревня Соболевщина на карте РККА 1940 года

С 1 сентября 1941 года по 31 мая 1944 года деревня находилась в финской оккупации.
С 1954 года в составе Подпорожского района.
В 1961 году население деревни составляло 61 человек.
С 1963 года в составе Лодейнопольского района.
С 1965 года вновь в составе Подпорожского района.
В 1971 году деревни Рябовщина и Соболевщина были объединены в один населённый пункт — деревню Соболевщина.
По данным 1966, 1973 и 1990 годов деревня Соболевщина также входила в состав Юксовского сельсовета.
В 1997 году в деревне Соболевщина Вознесенского поссовета проживали 32 человека, в 2002 году — 49 человек (русские — 98 %).
В 2007 году в деревне Соболевщина Вознесенского ГП — также 49 человек.

## География
Деревня расположена в северо-восточной части района близ автодороги А215 (Лодейное Поле — Брин-Наволок).
Расстояние до административного центра поселения — 38 км.
Расстояние до ближайшей железнодорожной станции Подпорожье — 96 км.
Деревня находится на восточном берегу Юксовского озера.

## Демография
| 1873 | 1905 | 1927 | 1961 | 1997 | 2007 | 2010 |
| ---- | ---- | ---- | ---- | ---- | ---- | ---- |
| 93   | ↗127 | ↗182 | ↘61  | ↘32  | ↗49  | ↘39  |
| 2017 |      |      |      |      |      |      |
| ↗46  |      |      |      |      |      |      |

### Национальный состав
Согласно данным Всероссийской переписи населения 2021 года в деревне проживали 36 человек, все русские.

## Улицы
Вытегорское шоссе, Луговой переулок, Светлый переулок, Сретенская.